# 関博之 (復興事務次官)
関博之（せき ひろゆき、1958年4月10日 - ）は、日本の自治・総務官僚。復興庁事務次官を務めた。

## 来歴
長野県松本市生まれ。東京教育大学附属駒場高等学校を経て、1981年、東京大学法学部第1類（私法コース）を卒業し、自治省へ入省。配属先は行政局選挙部選挙課兼大臣官房総務課。1986年7月、名古屋国税局西尾税務署長。1997年11月、自治省財政局公営企業第一課公営企業経営企画官兼大臣官房総務課。1998年7月、奈良県企画部理事。同年10月、奈良県総務部長。2001年4月、奈良県副知事。2006年9月26日、総務省自治財政局調整課長。2012年9月7日、総務省大臣官房審議官（地方行政、電子自治体、地方公務員制度担当）。2013年1月、大臣官房地域力創造審議官。2014年7月、内閣府政策統括官（沖縄政策担当）。2016年6月21日、復興庁統括官。2017年7月11日、復興庁事務次官。2018年7月27日、復興庁顧問。2018年11月22日、復興庁顧問を免ぜられる。2018年12月6日、三井住友信託銀行株式会社顧問。

## 略歴
- 国家公務員上級甲種試験（法律）合格
- 1981年4月 自治省入省
- 1981年7月 京都府地方課[12]
- 1982年6月 京都府財政課
- 1983年7月 自治大学校
- 1984年9月 自治省財政局地方債課
- 1986年7月 名古屋国税局西尾税務署長
- 1987年7月 通商産業省基礎産業局総務課企業班長
- 1989年4月 島根県商工振興課長
- 1990年4月 島根県財政課長
- 1992年4月 自治省税務局固定資産税課課長補佐[13]
- 1994年4月 自治省財政局交付税課課長補佐
- 1995年8月 自治大臣秘書官事務取扱
- 1996年11月 自治省大臣官房総務課理事官
- 1997年7月 自治省財政局公営企業第一課公営企業経営企画官兼大臣官房総務課
- 1998年7月 奈良県企画部理事
- 1998年10月 奈良県総務部長
- 2001年4月 奈良県副知事
- 2003年4月 総務省自治財政局財政課財政企画官（大臣官房参事官併任）
- 2003年8月 総務省大臣官房付､（併）内閣官房内閣参事官（内閣総務官室）
- 2006年9月26日 総務省自治財政局調整課長
- 2007年7月 総務省大臣官房総務課長
- 2009年7月 総務省大臣官房企画課長
- 2011年7月 総務省大臣官房審議官（企画・政策担当）
- 2011年8月 総務省大臣官房審議官（行政管理局担当）
- 2012年1月 総務省大臣官房審議官（行政管理局・地方公務員制度担当）､（併）内閣官房内閣審議官（内閣官房副長官補付）､（命）行政改革実行本部事務局審議官
- 2012年9月7日 総務省大臣官房審議官（地方行政、電子自治体、地方公務員制度担当）
- 2013年1月 大臣官房地域力創造審議官
- 2014年7月 内閣府政策統括官（沖縄政策担当）
- 2016年6月21日 復興庁統括官
- 2017年7月11日 復興庁事務次官
- 2018年7月27日 辞職。復興庁顧問